# Хюрсі
Хюрсі (ест. Hürsi) — село в Естонії, входить до складу волості Міссо, повіту Вирумаа.